# Euderus frater
Euderus frater är en stekelart som först beskrevs av Girault 1915.  Euderus frater ingår i släktet Euderus och familjen finglanssteklar. Inga underarter finns listade i Catalogue of Life.